# قره‌قات

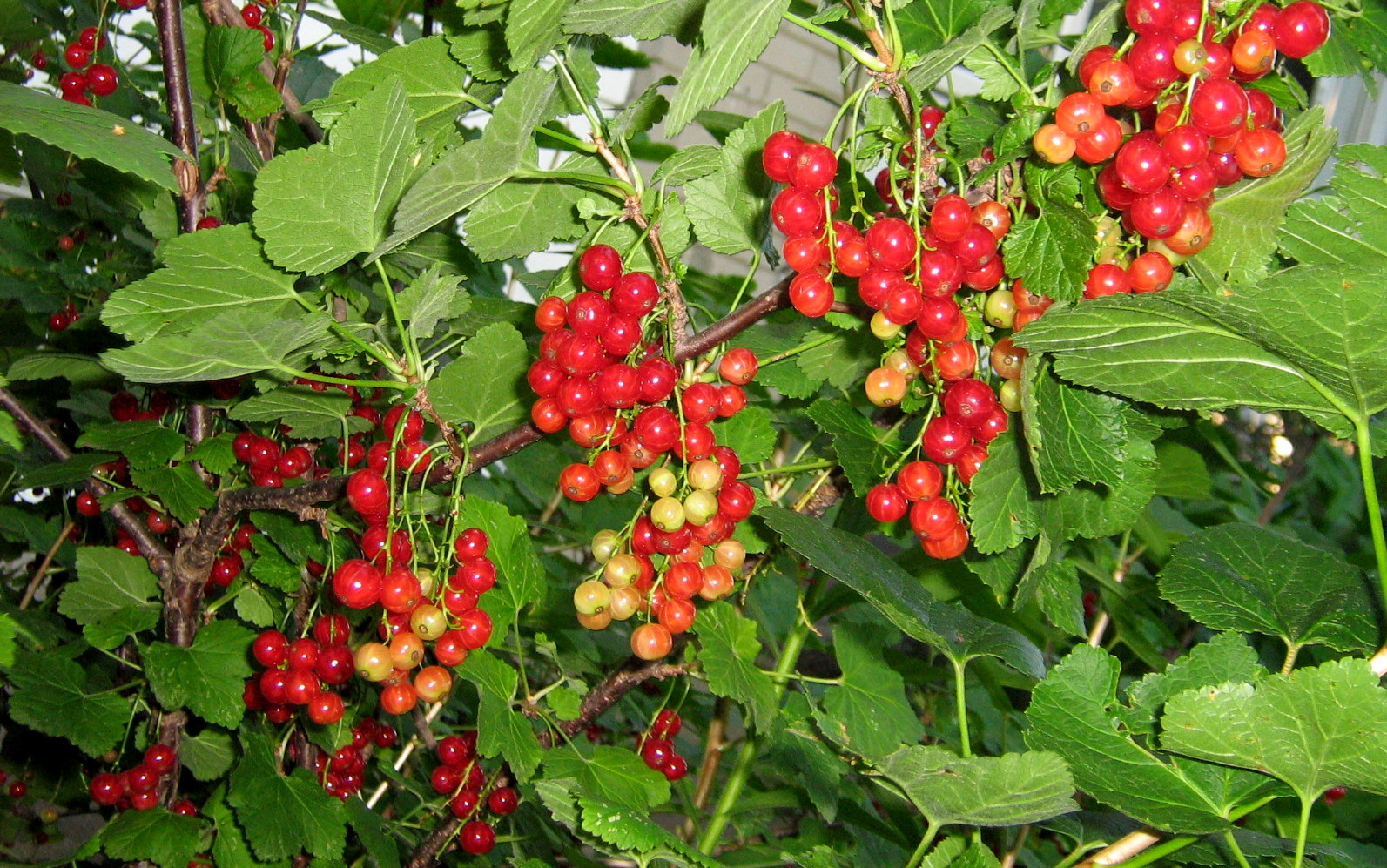
قره قات جنگلهای ارسباران

قره‌قات میوه‌ای جنگلی و بومی اروپای غربی است. ارتفاع بوته قره‌قات ۱–۱٫۵ متر است و گاهی تا به دو متر نیز می‌رسد. شکوفه‌ها، به علت رنگ زرد مایل به سبزشان تا حدی نامرئی هستند. 

## کشت
کشت قره‌قات در قرن هفدهم در کشور بلژیک و شمال فرانسه شروع شد. در زمان معاصر گونه‌های مختلفی برای کشت انتخاب شده‌اند. یکی از معروفترین این گونه‌ها انگورفرنگی سفید است که مزه شیرین‌تری دارد.
میوه‌های قره‌قات در خوشه‌های آویخته پدید می‌آیند. هر خوشه، ۳–۱۰ میوه قرمز شفاف با قطر ۸–۱۲ میلی‌متر را شامل می‌شود. هر درختچه، ۳–۴ کیلو میوه در سال می‌دهد. میوه‌ها در اواسط تابستان می‌رسند. قره‌قات که گاهی با سیاه‌گیله اشتباه می‌شود، طعمی مایل به شیرین دارند.

## استفاده‌ها

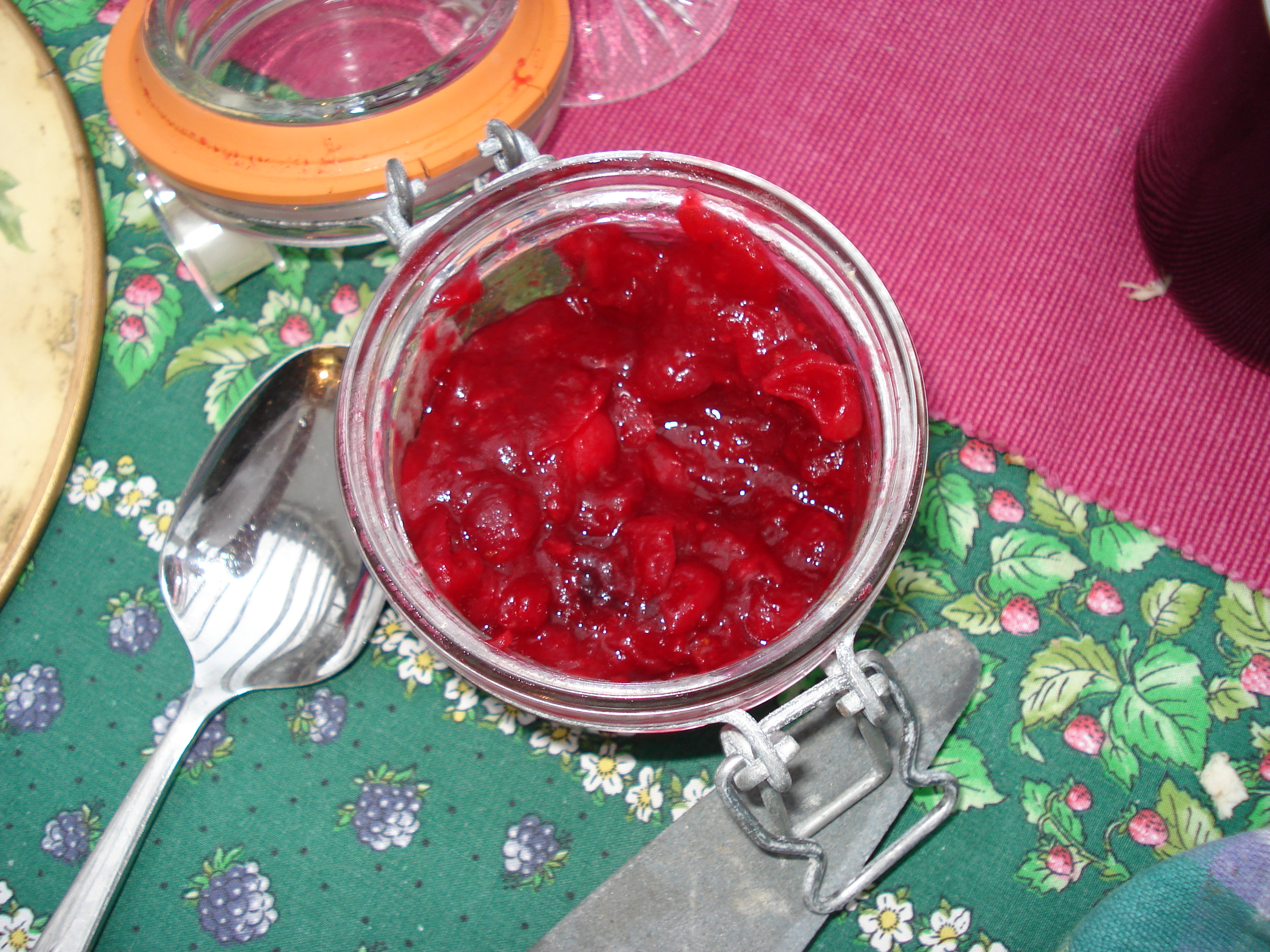
استفاده از «قره‌قات» برای تهیه مربا

از طعم ترش‌مزهٔ قره‌قات در کشورهای اروپایی برای درست کردن مرباهای نسبتاً گران‌قیمت استفاده می‌شود. علی‌رغم اینکه کاشت و نگهداری قره‌قات چندان سخت نیست، این میوه حتی در اروپا نیز کمیاب است. در ایران، اغلب به صورت خشک در عطاری‌ها یافت می‌شود. دم کرده قره‌قات را برای رقیق کردن خون، تنظیم و کاهش فشار خون تجویز می‌کنند و اعتقاد بر آن است که خوردن آن از سکته قلبی ممانعت می‌کند.